# Astyanax maculisquamis
Astyanax maculisquamis är en fiskart som beskrevs av Garutti och Britski, 1997. Astyanax maculisquamis ingår i släktet Astyanax och familjen Characidae. Inga underarter finns listade.